# La morte di Ivan Il'ič
La morte di Ivan Il'ič (in russo Смерть Ивана Ильича?, Smert' Ivana Il'iča), pubblicato per la prima volta nel 1886, è un racconto di Lev Nikolaevič Tolstoj. È una delle opere più celebrate di Tolstoj, influenzata dalla crisi spirituale dell'autore. Tema centrale della storia è quello dell'uomo di fronte all'inevitabilità della morte.

## Trama
In un ufficio del tribunale di San Pietroburgo, alcuni magistrati discutono di un importante caso giudiziario. Uno di loro, sfogliando il giornale, vede il necrologio di un collega, Ivan Il'ič Golovin, di 45 anni, che tutti sapevano essere gravemente malato. Dopo una serie di ipotesi su chi potrà occupare il posto lasciato vacante e vaghi propositi di andare a visitare il defunto, tornano al lavoro, contenti di essere ancora vivi. Il giudice Pëtr Ivanovič, amico di Ivan Il'ič fin dai tempi dell'università, dopo pranzo si reca a far visita alla vedova, Praskov'ja Fëdorovna che lo intrattiene chiedendogli consigli sulla pensione di reversibilità. L'incontro con la famiglia del defunto non è particolarmente cordiale. Adempiuto quest'obbligo morale, si reca a casa di un collega per giocare a carte.
Ivan Il'ič Golovin aveva studiato giurisprudenza ed era diventato giudice istruttore di una remota provincia. Dopo alcune avventure sentimentali con donne più mature di lui, si era sposato per convenienza con una ragazza altolocata da cui aveva avuto due figli. Diversi anni più tardi riesce ad ottenere il trasferimento nella capitale, una promozione e l'aumento di stipendio. Arredando la nuova casa a San Pietroburgo, cade da una scala urtando col fianco la maniglia della finestra. Il dolore cresce costantemente ed evolve in una misteriosa malattia a cui i medici non sanno dare un nome. Ivan Il'ič si trova ben presto di fronte ad un male incurabile. 
L'unico conforto gli viene dal servo Gerasim, un ragazzo di origini contadine, che non ha paura della morte e gli mostra compassione. Ivan inizia a fare un bilancio della sua vita e avverte sempre più distintamente di aver condotto una vita artificiale, dominata dall'interesse e da valori borghesi convenzionali. Verso la fine lo pervade una "strana forza" e non prova più odio per la moglie e il figlio. Nella morte trova la spiegazione dell'enigma della vita.

## L'idea del protagonista
Tolstoj per scrivere la storia di Ivan Il'ič, fu ispirato dalla morte di Ivan Il'ič Mečnikov (1836, 1881), procuratore di Tula nonché fratello del biologo Il'ja Il'ič Mečnikov, Premio Nobel per la Medicina. Il malato Mečnikov stupì coloro che lo circondavano con "discussioni sulla futilità della propria vita"; il fratello biologo apprezzò il racconto di Tolstoj in modo positivo, affermando che Tolstoj "abbia dato la migliore descrizione della paura della morte".

## Impatto culturale

### Letteratura
- È citato, insieme ad altri racconti di Tolstoj, da Rainer Maria Rilke nella cosiddetta lettera Su Dio.
- La storia è citata nel romanzo Pastorale americana.
- I motivi della storia sono usati nel romanzo di Boris Akunin, viene citata anche la riga finale dell'opera di Tolstoj.
- La storia è menzionata anche nel romanzo Pnin di Vladimir Nabokov.
- Viene citato in una nota di Essere e Tempo di Martin Heidegger, nel paragrafo 51, affrontando il tema dell'essere-per-la-morte.
- Il libro viene citato nel romanzo "Figli di Saturno" di Luka Petrilli, Do It Human 2023.

### Cinema
- Per scrivere la sceneggiatura del film Vivere (1952), Akira Kurosawa si ispirò alla storia di Tolstoj.
- Il racconto è citato nel film Teorema (1968) di Pier Paolo Pasolini.
- Nel 1974 è stato girato il film La mort d'Ivan Ilitch per la TV francese con la regia di Nat Lilienstein.
- La trama della storia è presente nel film britannico A Question of Faith (1979) diretto da Colin Nears.
- Il regista inglese Bernard Rose ha girato il film Ivans XTC (2000), basato sulla storia di Tolstoj.

## Traduzioni italiane
- Trad. di Luigi D'Agesilao, Treves, Milano, 1894
- Trad. di Ada Gobetti, Torino, Slavia, 1927
- Trad. di Enrichetta Carafa Capecelatro (Duchessa d'Andria), UTET, Torino, 1934
- Trad. di Tommaso Landolfi, in Narratori russi, Bompiani, Milano, 1948; Rizzoli, Milano, 1976; Adelphi, Milano, 1996
- Trad. di Giuseppe Donnini, Gherardo Casini Editore, Roma, 1951
- Trad. di Lanfranco Stolfi, Universale Economica Feltrinelli, Milano, 1954
- Trad. di Giacinta De Dominicis Jorio, Rizzoli, Milano, 1961
- Trad. di Giovanni Buttafava, Garzanti, Milano, 1975
- Trad. di Tommaso Landolfi, Bur, Milano, 1989
- Trad. di Igor Sibaldi, Mondadori, Milano, 1991
- Trad. di Paolo Nori, Feltrinelli, Milano, 2014
- Trad. di Laura Salmon, Collana Grandi Classici BUR, Rizzoli, Milano, 2023